# بولود قاراچورلو
بولود قراچورلو (۱۳۰۵–۱۳۵۸) متخلص به سهند شاعرترک  بود که به زبان ترکی آذربایجانی شعر سروده است.

## زندگی
بولود قاراچورلو در سال ۱۳۰۵ در مراغه در یک خانواده کارگری به دنیا آمد پدر و مادرش اسم فرزندشان را بولود (ابر) گذاشتند.
بولود در دوران جوانی به خاطر شرایط سخت خانواده بدون اتمام متوسطه، برای کمک به خانواده وارد بازار کار شد. در ۱۳۱۹ با اشغال ایران توسط متفقین بولود جوان وارد سیاست شد و اولین شعرش در مجلس شاعران در تبریز خوانده شد.
اولین شعر بولود :
| تاریخ‌لر بویونجا ائی بؤیوک وطن یاغییا دوشمنه اییلمه دین سن بوگون طبیعت‌دن ایلهام آلدیم من گئچدی سحر واقتی بو سؤز اورکدن اینسانا روح وئره ن دیلینه آلقیش |

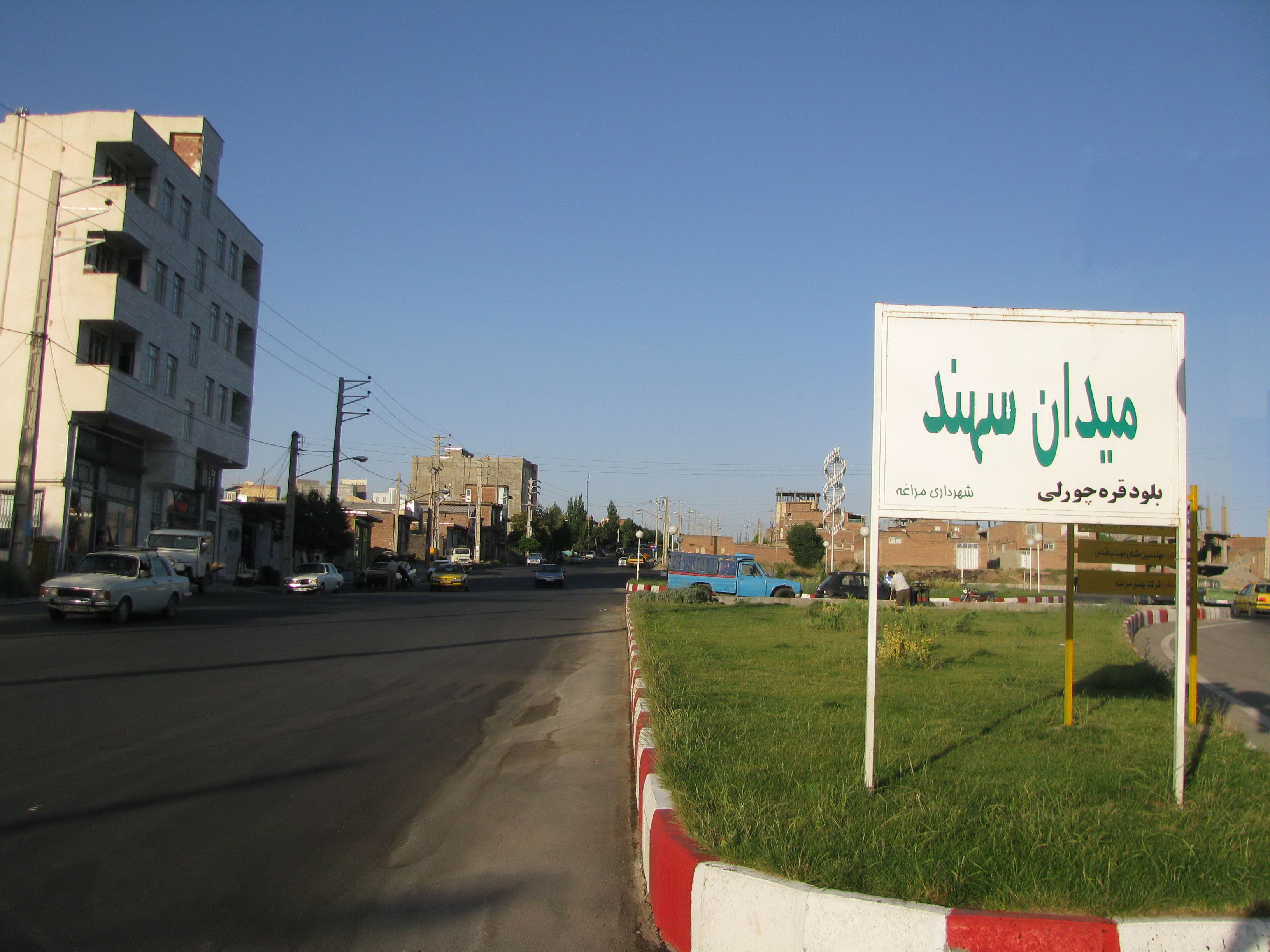
نام‌گذاری میدانی به نام سهند به یادبود بولود قاراچورلو در مراغه.

پس سقوط حکومت پیشه‌وری در آذربایجان سهند و دوستانش به زندان افتادند. شرایط سخت‌زندان و غربت هر چه بیشتر باعث جان گرفتن گرایش‌های قومی سهند شد او در سالهای ۱۳۳۲ تا ۱۳۳۰ دو منظومه یکی منظومه آراز و دیگری منظومه خاطره را نوشت. در سال ۱۳۳۲ پس از آزاد شدن سهند و دوستانش از زندان کودتای ۲۸ مرداد برای سرنگونی دولت مصدق رخ داد. در این سالها سهند با دوست نزدیک و صمیمی خود فرزانه در تهران زندگی می‌کرد. او با راهنمائی دوستش با فولکلور و خصوصاً کتاب دده قورقود الفت گرفت و در این ماه‌ها شعر حیدربابایه سلام محمدحسین شهریار برای او منبع الهامی شد، سهند هم ده ده قورقود را شروع به نظم کشیدن کرد.

## آثار
- منظومه آراز
- منظومه خاطره
- سازمین سوزو جلد اول داستانهای کتاب دده قورقود
- دده مین کیتابی جلد دوم داستانهای کتاب دده قورقود
- شهریارا مکتوب
- شعر یاساق